# NGC 602

NGC 602

NGC 602 في الفهرس العام الجديد، هو عنقود نجمي، يقع في كوكبة حية الماء. اكتشف في 1 أغسطس 1826. بواسطة جيمس دنلوب.

## معرض صور

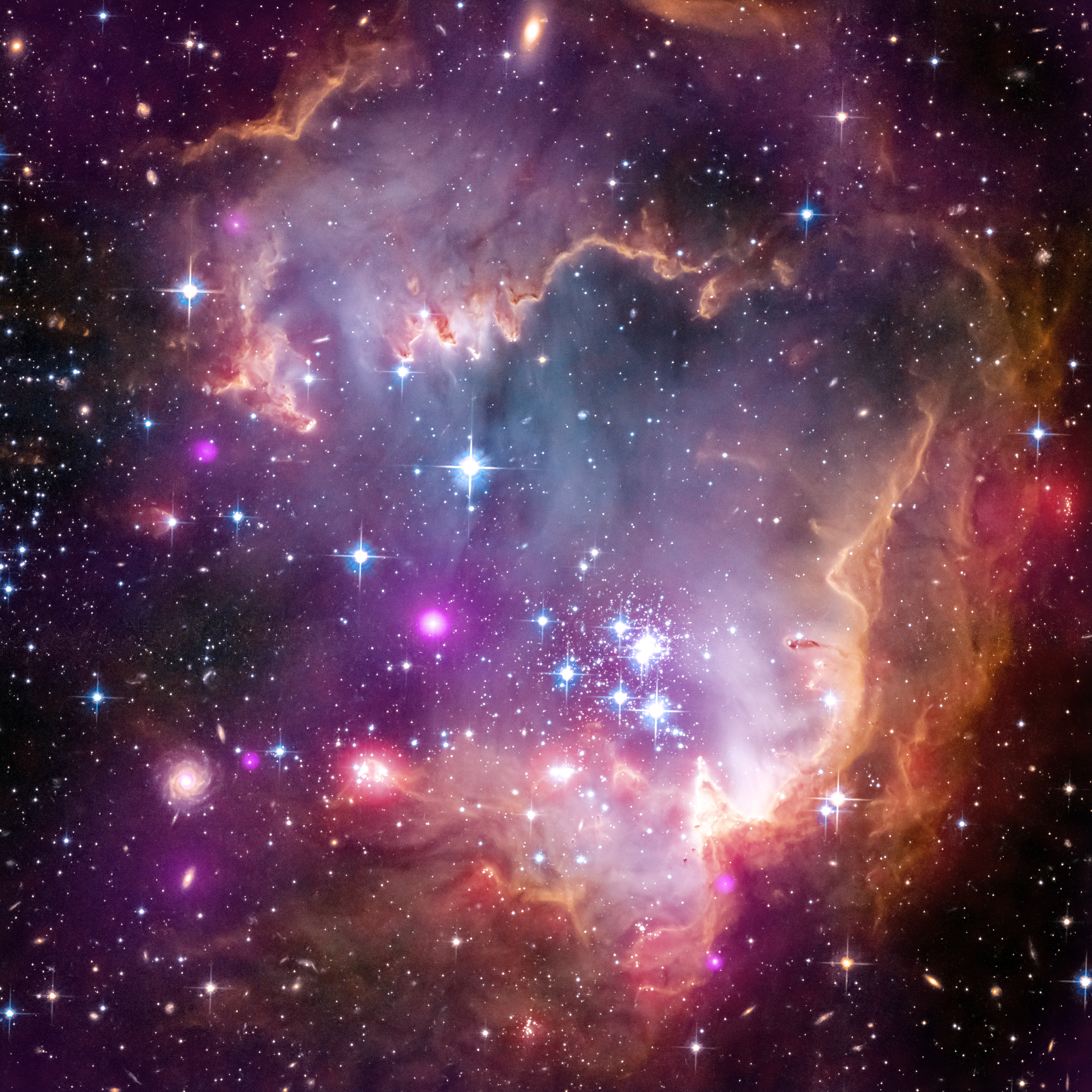
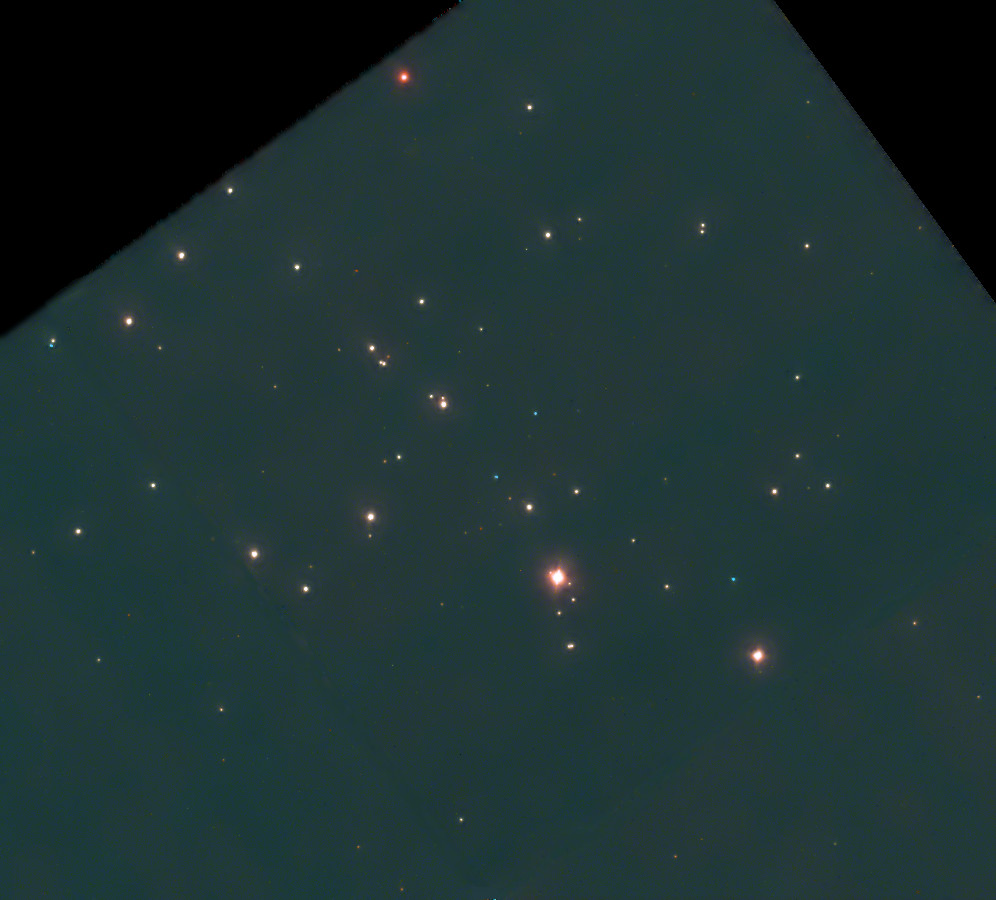

## روابط خارجية
- NGC 602 على موقع ويكي سكاي: DSS2, SDSS, GALEX, IRAS, Hydrogen α, X-Ray, Astrophoto, Sky Map, Articles and images